# F.L.Æ. Kunzen
Friedrich Ludwig Æmilius Kunzen (født 24. september 1761, død 28. januar 1817) var en tyskfødt komponist og dirigent, der levede og virkede en stor del af livet i Danmark. Han blev født i Lübeck, hvor faderen, Adolph Carl Kunzen var organist. Også farfaderen, Johan Paul Kunzen havde været organist.

## De unge år
Kunzen hørte til en musikerslægt, som oprindelig stammede fra omegnen af Leipzig. Såvel Bedstefaderen, Johan Paul Kunzen, som faderen, Adolph Carl Kunzen, var ansete musikere, den første en fortræffelig komponist og orgelspiller, den sidste især udmærket som klavervirtuos. Kunzen blev født den 24. september 1761 i Lübeck, hvor hans fader var organist. Han begyndte allerede som barn at komponere, men faderen syntes ikke om, at han skulle være musiker, og Kunzen beklagede senere, at han ikke i hjemmet havde fået nogen egentlig undervisning.
Efter sin faders død kom han 1781 til Kiel for at studere ved universitetet der, den gang i den danske helstat. Det juridiske studium formåede dog ikke at svække hans interesse for musikken. Han fik en ven i en af professorerne, musikentusiasten C.F. Cramer, der knyttede ham til sig som medarbejder ved forskellige musikalske foretagender og var den, som først henledte offentlighedens opmærksomhed på ham ved at omtale ham i sit tidsskrift, "Magazin der Musik". I Cramers hus kom Kunzen i berøring med daværende kapelmester ved hofteatret i Rheinsberg J.A.P. Schultz, der senere blev leder af Det Kongelige Kapel i København, et bekendtskab, som fik afgjørende indflydelse på hele hans følgende løbebane. Schulz omtaler, at han i 1784 hos Cramer ofte havde lejlighed til at beundre Kunzens færdighed på klaveret, hurtige nodelæsning, brillante og smagfulde fantaseren, hans grundige indsigt i kompositionen, som han havde erhvervet sig ved egen flid, hans mange forskellige slags udarbejdelser, kort sagt: hans store geni. Kunzen var netop, efter at have fuldført kompositionen af en samling "Geistliche Lieder" af Cramers fader, den tidligere hofpræst i Kjøbenhavn J.A. Cramer, i færd med at komponere musik til Klopstocks "Hermann und die Fürsten", og Schulz fandt navnlig i dette arbejde så umiskendelige beviser på kunstnerisk begavelse, at han rådede Kunzen til at opgive universitetsstudiet og udelukkende hellige sig til musikken. Kunzen bestemte sig da til at blive musiker og til at forsøge sin lykke i København, hvor han ankom ved påsketid 1785.

## København første gang
Blandt de mænd, der her tog sig af den unge fremmede og indførte ham i de ledende musikalske og litterære kredse, var musikvennen og filantropen Barens, Rahbek, hvem Kunzen tidligere var truffen sammen med i Kiel, og skuespilleren Rosing. Hans første danske arbejde var musikken til Rahbeks sørgekantate over grev Otto Thott, der blev udført på universitetet den 17. november 1785. Ikke længe efter udgav han en samling "Viser og lyriske Sange" (1786), hvortil Rahbek havde valgt teksterne blandt Storms, Thaarups, Prams, Jens Baggesens, Ribers og andre af tidens mest yndede digteres poesier. I det hele gjorde han sig hurtig bekendt ved en livlig og alsidig musikalsk virksomhed. Han gav undervisning i sang og klaverspil, optrådte som klavervirtuos i "Det harmoniske Selskab" og fik allerede 1786 opført et par større lejlighedskompositioner i denne fine koncertforening, lige som han det følgende år dirigerede de aristokratiske koncerter i det Schimmelmannske Palæ, ved hvilke Schulz’ "Athalie" blev udført. Fra en noget tidligere tid var en "malerisk og rig" musik til Johannes Ewalds "Fiskerne" i tysk bearbejdelse af Sander. Efter at der ved nytårstid 1789 var udkommet en samling musikstykker af ham under titlen "Zerstreute Compositionen für Gesang und Clavier", hvoriblandt især en interessant behandling af Bürgers "Lenore" tiltrækker sig opmærksomheden, debuterede han den 31. marts samme år på en glimrende måde som dramatisk komponist med Holger Danske (af Baggesen), der vakte overordentligt bifald, men fremkaldte den såkaldte "litterære fejde", som havde til følge, at Kunzens geniale musik blev skrinlagt for bestandig efter nogle få opførelser.
Kunzen havde for at opnå en fast lønnet stilling søgt en plads i kapellet som akkompagnatør, men fik den ikke. Efter det nye nederlag, som "Holgerfejden" beredte ham, blev han led og ked af at være her. Schulz, der i 1787 var kommet til København som kapelmester, gav ham da det råd at tage til Berlin, og med anbefalinger til kapelmester Reichardt rejste han så også dertil mod slutningen af 1789 og høstede en del bifald både som klaverspiller og komponist, men uden at der åbnede sig udsigt for ham til at bane sig en vej, hvorfor han i efteråret 1791, da der tilbød sig en stilling som musikdirektør ved det nye teater i Frankfurt am Main, modtog denne og endelig fik lejlighed til at prøve sine evner som leder af en større musikalsk virksomhed. I Frankfurt forelskede han sig i sangerinden Johanna Margaretha Antonetta Zuccarini, der blev hans hustru. Det var her, han skrev sit friskeste og mest populære syngestykke, "Vinhøsten", som gjorde megen lykke og efterhånden blev spillet rundt om i Tyskland. Han var dog ikke selv helt tilfreds med denne musik, som han "af lokalårsager" havde behandlet temmelig let, "for den store Hobs Gane", og omarbejdede den senere for den danske skueplads. Da hans 3-årige engagement i Frankfurt var udløbet, blev han ansat ved teatret i Prag, hvor hans ophold dog blev endnu kortvarigere. Schulz måtte nemlig i 1795 nedlægge sit embede på grund af sygelighed, og da kongen overlod til ham selv at vælge sin efterfølger, foreslog han Kunzen, der således atter kom til Danmark for at blive her resten af sit liv.

## Anden gang i København
De år, Kunzen tilbragte i Tyskland, kunne det se ud, som hans tidligere så frodige talent stod noget i stampe, men i virkeligheden undergik det på denne tid, især påvirket af Mozarts musik, en betydningsfuld udvikling. Ved sin tilbagekomst til København var han en fuldt færdig kunstner, der stod på højdepunktet af sin tids musikalske viden og tekniske uddannelse og var opfyldt af kraft og lyst til at virke i sin nye stilling. Lykken, som før havde svigtet, begunstigede ham nu. Syngestykkerne "Hemmeligheden", "Vinhøsten" i dets omarbejdede skikkelse (begge fra 1796), "Dragedukken" (1797), operaen "Erik Ejegod" (1798) var lutter sejre. Fra disse frugtbare år stammer også oratoriet "Opstandelsen" (1796) og den ypperlige musik til Baggesens hymne "Skabningens Halleluja" (1797) foruden andre, mindre betydelige værker.
Under Kunzens første ophold i Kjøbenhavn var der opstået et inderligt og fortroligt venskabsforhold mellem ham og Baggesen. "Holger Danske" udarbejdede de i fællesskab, mens de havde ligget på landet om sommeren, Kunzen i Kongens Lyngby, Baggesen i Ordrup. Digteren havde den gang fattet planen til en trias af musikalske dramer, i hvilke han ville forsøge at udføre den tyske æsthetiker Sulzers ideer om, hvorledes en opera burde være, med benyttelse af et klassisk, et romantisk og et historisk emne. Efter "Holger Danske" skrev han "Erik Ejegod", som oprindelig var bestemt for Schulz, men på grund af dennes sygdom gik i arv til Kunzen. "Arions Lyre" eller "Trylleharpen" skulle egentlig have været det første led i rækken, men voldte digteren vanskeligheder, så at kun planen, 1. akt og nogle brudstykker af det øvrige forelå, da Baggesen i 1789 begyndte sit urolige rejseliv, og der blev i lang tid ikke tænkt synderlig på dette stykke, som det var en aftale, at Kunzen skulle komponere. Denne, der efter opførelsen af "Erik Ejegod" var utålmodig efter at frembringe en ny komposition for scenen og tillige nærede det ønske at få et modnere værk end sin "Fest der Winzer" opført i Tyskland, fik nu det uheldige indfald at anvende Baggesens påbegyndte arbejde til en tysk operatekst og lod de manglende partier udarbejde af en bekendt ved navn Kleiber, der var ansat i Rentekammeret og gav sig af med at skrive tyske vers. Det var meningen, at stykket, der, overført til den skotske sagntid, fik navnet "Ossians Harfe", og angående hvis tilblivelsesmåde Kunzen for at bevare sin medarbejders anonymitet iagttog en vis hemmelighedsfuldhed, skulle oversættes eller omarbejdes på dansk med benyttelse af Kunzens til den tyske tekst komponerede musik, og Thaarup påtog sig dette arbejde, men trådte tilbage, da Baggesen lovede at fuldføre sin "Trylleharpe" til Kunzens musik. Dette lykkedes ham dog ikke, og resultatet var, at Kunzen og Baggesen, der atter rejste til udlandet, for lang tid blev uvenner. Imidlertid kom "Ossians Harfe", uden at Baggesen fik noget at vide derom, på scenen både i Wien og Hamborg. Musikken var smuk, men teksten elendig, hvorfor stykket faldt ynkelig igennem. En del af sit arbejde, som han selv satte megen pris på, fik Kunzen senere anvendelse for i syngestykket "Kjærlighed paa Landet" (1810), en art "Pasticcio", hvori også blev optaget enkelte numre af et par ældre arbejder fra hans berlinske periode, "Der dreifache Liebhaber" og "Die böse Frau".
Ingen af Kunzens syngespil eller andre sceniske værker efter "Erik Ejegod" opnåede en lignende succes som dette og hans foregående arbejder, men han vedblev ikke desto mindre ufortrødent at skrive for teatret, eksempelvis syngestykkerne "Naturens Røst" (1799), "Min Bedstemoder" (1800) og "Hjemkomsten" (1802), musikken til Sanders lyriske skuespil "Eropolis" (1803), til dramaet "Hussiterne" af Kotzebue (1806) og det fædrelandske skuespil "Gyrithe" (1807) samt syngestykket "Husarerne paa Frieri" (1813). Mens der af hans ældre værker for scenen udkom klaverudtog, der rigtignok kun give et blegt og ufuldstændigt billede af originalerne, blev der af hans senere arbejder kun trykt enkelte brudstykker, ved hvis valg han formedelst tidernes ugunst så sig nødt til at foretrække det lette og fattelige for vanskelige ting af større betydenhed. Af hans talrige kantater og lignende, hvor i blandt foruden de tidligere anførte må fremhæves Thaarups "Jubelhymne" (1801) og Høegh-Guldbergs "Erobreren og Fredsfyrsten" (1802), er kun "Skabningens Halleluja" i sin helhed blevet kendt i videre kredse.
Kunzen var en intelligent og myndig kapelmester, der forstod at hævde orkestrets ry, på samme tid som hans nøje fortrolighed med sangens kunst kom teatret til fortrinlig nytte. Som komponist udmærkede han sig især i det musikalske lystspil, hvis personer han havde et godt greb på at karakterisere, og hvor han ret fandt lejlighed til at udfolde den ædle følsomhed og det smagfulde lune, der hørte til hans talents bedste egenskaber. Hans stil var flydende og let, rig på melodi, der dog ikke er fri for trivialiteter og undertiden skæmmes af alt for håndgribelige reminiscenser; sprogbehandlingen er som oftest mønsterværdig.

### Sene år
I 1809 udnævntes Kunzen til professor, og han nød senere den ære sammen med Luigi Cherubini og Gaspare Spontini at blive optaget som udenlandsk medlem af Det Svenske Musikalske Akademi. Trods disse udmærkelser blev hans sind mere og mere bittert. Han led af hypokondri og var yderst pirrelig. "Hans Ulykke var at han følte alt for dybt, hvad der forekom ham urigtigt, uskjønt, uædelt, og at han da ytrede sine Følelser og Tanker med alt for megen Bitterhed", skrev en af hans venner om ham. Men han var også genstand for andres sårende udtalelser. Man begyndte at finde ham gammeldags, uforstående over for det nye, uretfærdig mod de yngre og gav sin misfornøjelse luft på en alt andet end fin og skånsom måde. Kuhlau offentliggjorde endog nogle kanoner, i hvilke han ikke blot gjorde nar ad Kunzens musik, men også ad hans næse. Kunzen var derfor ikke uden grund forbitret på Kuhlau, hvem han tidligere havde støttet, og hans vrede vendte sig tillige mod Baggesen, da denne overdrog Kuhlau at komponere sit langt om længe fuldførte operadigt "Trylleharpen". Kort forinden stykket skulle opføres, udgav P. Hjort sit famøse skrift, hvori han beskyldte Baggesen for at have plagieret teksten til "Ossians Harfe", og det kom i den anledning til en forklaring mellem Baggesen og Kunzen, der begge var syge og i høj grad nervøst ophidsede. Det pinlige og bevægede optrin mellem de to fordums venner endte med en forsoning, men Kunzen døde samme aften, den 28. januar 1817, ramt af et slagtilfælde. Hans hustru, som han efterlod tillige med 2 sønner, levede endnu mange år. Hun afgik ved døden den 6. oktober 1842.

## Værker (ikke udtømmende)
- Geistliche Lieder (1784)
- Hermann u. die Fürsten (tekst af Klopstock 1785)
- Sørgekantate over grev O. Thott (1785)
- Viser og lyriske Sange (1786)
- Divertimento i A-dur (klaver 1788)
- Scherzando i G-dur (klaver 1789)
- Zerstreute Compositionen für Gesang u. Clavier (1789)
- Holger danske (opera 1789)
- Der dreifache Liebhaber (ca. 1790)
- Die böse Frau (ca. 1790)
- Sonata in C#-mol (klaver 1791)
- Fest der Winzer (Vinhøsten ca. 1792)
- Larghetto i G-dur (klaver 1794)
- Festen i Valhal (1796)
- Hemmeligheden (syngestykke 1796)
- Vinhøsten (syngestykke omarbejdet 1796)
- Opstandelsen (oratorium 1796)
- Skabningens Halleluja (hymne 1797)
- Dragedukken (syngestykke 1797)
- Jokeyen (1797)
- Erik Ejegod (opera 1798)
- Musikalsk tidsfordriv for det smukke køn (klaver 1798)
- Musikalsk nytårsgave til det smukke køn (klaver 1799)
- Naturens røst (1799)
- Naturens Røst (syngestykke 1799)
- Min Bedstemoder (syngestykke 1800)
- Jubelhymne (kantate 1801)
- Hjemkomsten (syngestykke 1802)
- Erobreren og Fredsfyrsten (kantate 1802)
- Eropolis (skuespil 1803)
- Den logerende (1804)
- Danneqvinderne (1805)
- Hussiterne (skuespil 1806)
- Ossians Harfe (opera 1806)
- Gyrithe (skuespil 1807)
- Kapertoget (1808)
- Skottekrigen eller Bondebrylluppet i Guldbrandsdalen (1810)
- Kjærlighed paa Landet (syngestykke 1810)
- Maria af Foix (1811)
- Stærkodder (1812)
- Husarerne paa Frieri (syngestykke 1813)
- Korsridderne (1815)
- Salomons Dom (opført 1817)

- Andante i Bb-dur (klaver)
- Fiskerne (skuespil Ewald)
- Menuet og to trioer i C-dur (klaver)
- Menuet og trio i A-dur (klaver)
- Poco Adagio i F-dur (klaver)
- Scherzando i G-dur (klaver)
- Scherzando i C-dur fra Dragedukken (klaver)
- Scherzando i Bb-dur (klaver)
- Stormen (efter Shakespeares The Tempest)
- symfonier (mindst 2)
  - symfonier g-mol (1796 ?)[6]
- Variationer i Bb-dur fra "Hemmeligheden"
- Variationer i A-dur "Vinhøsten” (klaver)
- Variationer i f-mol fra "Erik Ejegod" (klaver)
- Vivace i F-dur (klaver)
- Vivace i A-dur (klaver)